# Issaku
Issaku – wieś leżąca we wschodniej części Estonii, w prowincji Tartu, w gminie Kastre.

## Historia
Przed reformą estońskiej administracji samorządu lokalnego w 2017 roku wieś Issaku należała do gminy Võnnu.